# Wijstgronden

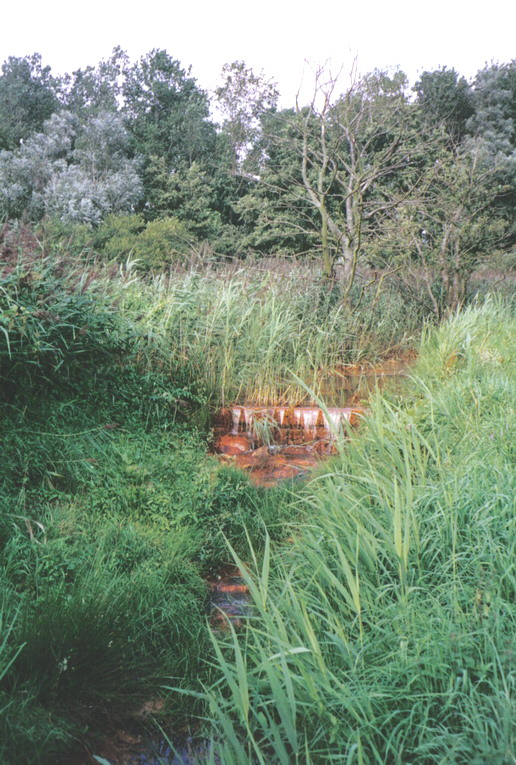
Wijstgronden bij Uden met sterk ijzerhoudende waterloop

De Wijstgronden in Uden zijn drie kleine natuurgebieden aan de weg van Uden naar Vorstenbosch in de provincie Noord-Brabant. De Loose Beemden, de Raktse Beemden en de Kooldert beslaan samen een oppervlakte van ongeveer 41 hectare. Staatsbosbeheer is eigenaar.
Door de Peelrandbreuk zijn er plaatselijk stremmingen in de aardlaag die voor moerassige gebieden zorgen in het hogere deel van het landschap. Er zijn waterkerende leemlagen en ijzeroerbanken. Dit veroorzaakt een hoge waterstand en een bijzondere samenstelling van het grondwater. Het gevolg daarvan is een rijke flora en fauna. De Wijstgronden zijn in 2004 door de provincie Noord-Brabant uitgeroepen tot het eerste aardkundig monument in de provincie. Anno 2020 is de ambitie er een door Unesco erkend geopark van te maken.

## Wijst
De Wijstgronden zijn van bijzonder belang voor de studie naar wijst, een verschijnsel dat neerkomt op een speciale vorm van kwel onder invloed van een breuklijn. Wijst is, althans in zichtbare vorm, een landelijk en zelfs wereldwijd zeldzaam verschijnsel. Hoewel er ook buiten Uden wijstgronden voorkomen, zoals bij Meijel, Liessel, Bakel en Handel, bepaalt het wijstverschijnsel alleen bij Uden over grotere oppervlakten de vegetatie.
De Peelrandbreuk is ter plekke van de wijstgronden duidelijk zichtbaar als een steilrand in het landschap. Het hoogteverschil bedraagt ongeveer vijf meter. De breuklijn blokkeert het vrij doorstromen van grondwater vanwege de verspringende aardlagen, verdichting, versmering en ijzerafzetting. Zodoende ontstaat kwel; het grondwater wordt opgestuwd tot aan het maaiveld. Het gevolg hiervan is dat de hogere delen van het landschap, de horst, juist het natste zijn en grotendeels tamelijk moerassig. De slenk daarentegen is ondanks de enkele meters lagere ligging aanzienlijk droger, zodat er aardappelen en tarwe kunnen worden verbouwd.

## IJzer
In het gebied liggen enkele waterloopjes met vrij veel verval waarin het water bijzonder veel ijzer bevat. Dat komt door de herkomst uit diepere aardlagen en omdat zich rond de breuklijn veel ijzer heeft afgezet. Het water ziet daardoor roestkleurig rood. De toevloed van tamelijk schoon diep grondwater is gunstig voor het plantenleven. De grote ijzerrijkdom veroorzaakt bovendien fosfaatfixatie, het binden van fosfaten. Dit gaat in de wijstgebiedjes de gevolgen van de in Brabant zo gebruikelijke overbemesting tegen. Men kan hier en daar zelfs bosanemonen aantreffen in de verder zwaar bemeste omgeving.